# بیلوو
بیلوو (به چکی: Bělov) یک منطقهٔ مسکونی در جمهوری چک است که در ناحیه زلین واقع شده‌است. بیلوو ۳٫۴۳ کیلومتر مربع مساحت و ۲۷۵ نفر جمعیت دارد و ۲۳۴ متر بالاتر از سطح دریا واقع شده‌است.